# Bjørnsletta Station
 Ikke at forveksle med Bjørnsletta Station (1942-2006).
 Bjørnsletta Station ( Bjørnsletta stasjon) er en metrostation på Kolsåsbanen på T-banen i Oslo.
Stationen blev åbnet 17. august 2010. Den erstattede den gamle Bjørnsletta Station, der lå et par hundrede meter længere mod øst, og Lysakerelven Station, der lå et par meter hundrede meter længere mod vest, men som begge var blevet lukket 1. juli 2006 sammen med Kolsåsbanen, der skulle opgraderes til metrostandard. 
Genåbningen af banen fra Åsjordet til Bjørnsletta var oprindelig planlagt til at ske i december 2010. Det blev imidlertid fremrykket, så den nye station kunne indvies allerede 17. august 2010 af Oslos borgmester Fabian Stang.